# Йевто Дедиер
Йевто Дедиер (на сръбски: Јевто Дедијер) е доцент по география в Белградския университет. Гимназиален учител в Мостар, през което време следва докторантура до 1907 г, както и във Виенския университет. От 1908 г. е професор по богословие, а от 1910 доцент по география в университета в Белград. В 1913 година издава капиталния си труд „Нова Сърбия“.
По време на Първата световна война е емигрант във Франция и Швейцария. След войната се завръща в Сараево където и умира.